# Клоунада
Клоуна́да — жанр циркового мистецтва, що поєднує ексцентрику, буфонаду, гротеск, пародію тощо.
Витоки клоунади — в народних фарсах. Традиційна маска білого клоуна взята з італійської комедії дель арте, французького та англійського майданного театрів, рудого клоуна — від народних блазнів і зовні незручного й незграбного уніформіста, що пародіює номери артистів. На конфлікті, що виникає між ошатним і самовпевненим білим клоуном й незграбним, безглуздим рудим клоуном, будується так зване антре, в якому переможцем зазвичай буває рудий.